# 揚昇高爾夫鄉村俱樂部
揚昇高爾夫鄉村俱樂部，是位於臺灣桃園市楊梅區永寧里的一座高爾夫球場暨休閒渡假中心。園區面積超過180公頃，擁有標準18洞球場。
俱樂部會館內擁有83間套房、商務會議室、宴會廳，餐廳、室內溫水及露天游泳池、戶外廣場、健身中心、男女三溫暖、美容美髮沙龍、球具專門店、台灣高爾夫文物館等設施，以及迴力球、保齡球、籃球、網球、撞球、高爾夫練習場、兒童遊樂場、KTV等三十餘項休閒設施。

## 舉辦賽事
- 1992年，中華民國81年職業高爾夫錦標賽暨第一屆揚昇公開賽
- 1992年，揚昇盃暨世界女子高爾夫隊際錦標賽
- 1993年，一百週年登喜路世界盃高爾夫預賽
- 1995年，亞洲富豪名人高爾夫球賽
- 1997年，1997中華民國高爾夫公開賽
- 1998年，中華賓士盃中華民國高爾夫公開賽
- 1999年，1999年中華民國高爾夫公開賽
- 2000年，2000年約翰走路台灣公開賽
- 2001年，宏碁Acer中華民國公開賽
- 2002年，宏碁Acer中華民國公開賽
- 2003年，宏碁Acer中華民國公開賽
- 2006年，中華民國公開賽Taiwan Open
- 2011年，2011 揚昇LPGA台灣錦標賽
- 2012年，2012 揚昇LPGA台灣錦標賽
- 2013年，2013 揚昇LPGA台灣錦標賽[2]
- 2017年，2017年夏季世界大學運動會高爾夫比賽

## 外部連結
- 揚昇高爾夫鄉村俱樂部 （页面存档备份，存于）
- 揚昇高爾夫鄉村俱樂部的Facebook專頁
- 揚昇高爾夫鄉村俱樂部的Instagram帳戶
- YouTube上的揚昇高爾夫鄉村俱樂部頻道